# ارين جونستون
ارين جونستون (بالإنجليزية: Warren Johnston) هو دراج نيوزيلندي، ولد في 23 ديسمبر 1935 في Ngāruawāhia ‏ في نيوزيلندا.

## وصلات خارجية
- ارين جونستون على موقع أرشيف الدراجات (الإنجليزية)
- ارين جونستون على موقع أوليمبيديا (الإنجليزية)